# 4-H
La 4-H è un'organizzazione giovanile statunitense istituita nel 1902.

## Finalità
Con i suoi 6,5 milioni di membri negli Stati Uniti d'America, tutti di età compresa tra i 5 e i 19 anni, è amministrata dal National Institute of Food and Agriculture (NIFA, italiano: Istituto Nazionale per il Cibo e l'Agricoltura) del United States Department of Agriculture (USDA, Dipartimento dell'Agricoltura degli Stati Uniti), con la missione di spingere i giovani a realizzare il loro massimo potenziale durante il periodo dello sviluppo.